# 里安納度·艾斯查達
里安納度·艾斯查達（西班牙語：Leonardo Rubén Astrada，1969年5月17日—）是一名已退役的阿根廷足球員，司職中場。其足球生涯主要效力河床。退役後，他亦在河床開展其執教生涯。他曾代表國家隊上陣32次，攻入一球。